# أولاف روز
أولاف روز (بالألمانية: Olaf Rose) (و. 1958  م) هو مؤرخ، ومؤلف، ومترجم، ومحرر أدبي، وكاتب ألماني، ولد في آرنسبرغ، هو عضوٌ في الحزب الوطني الديمقراطي (ألمانيا).